# Miguel Pereira da Costa
Miguel Pereira da Costa (século XVIII) foi um engenheiro militar português. Serviu na América e na África Portuguesa, tendo se destacada por um relatório, de sua autoria, sobre o sertão da então capitania da Bahia.

## Biografia
Do Alentejo passou ao Brasil em 1709, contrariando parecer do Conselho Ultramarino. Instalou-se na então capital - Salvador -, onde veio a substituir a José Paes Esteves como Mestre de Campo de Engenheiros, cuja patente obteve em 1714, sendo confirmada por provisão no ano seguinte.
Nessa qualidade, visitou a capitania do Espírito Santo (então subosdinada à da Bahia), e a de Angola, na África. Em 14 de dezembro de 1718 apresentou relatório sobre as condições dos armazéns da Ribeira. Procedeu ao levantamento do estado e orientou reformas nas fortificações existentes nestes lugares.
Em 1720 empreendeu viagem de inspeção às recém-descobertas minas de ouro do Rio de Contas Pequeno que, em comparação com as minas do Rio das Velhas, ficavam mais próximas do litoral. No ano seguinte apresentou o seu Relatório ao recém-empossado Vice-rei do Estado do Brasil, Vasco Fernandes César de Menezes, conde de Sabugosa. Grande parte das despesas desta viagem, assim como as anteriormente empreendidas à África, foram custeadas às próprias expensas.
Em precárias condições de saúde, já sem movimentos nas pernas e membros superiores, necessitou ser carregado em liteira. Tendo exaurido as próprias economias, não há registro de que tenha retornado a Portugal para tratamento.
Seu relato e descrição, em comparação feita pelo historiador Erivaldo Fagundes Neves, equivale, para o Sertão Baiano, à Carta de Pero Vaz de Caminha, como primeiro registro documental.